# McKinnon Island
McKinnon Island ist eine große und vereiste Insel vor der Küste des ostantarktischen Enderbylands. Sie liegt inmitten des am südwestlichen Ufer der Caseybucht befindlichen Hannan-Schelfeises. 
Luftaufnahmen der Australian National Antarctic Research Expeditions aus dem Jahr 1956 dienten zu ihrer Kartierung. Das Antarctic Names Committee of Australia benannte sie nach seinem Sekretär Graeme William McKinnon (1921–2000), der 1960 eine Mannschaft der Australian National Antarctic Research Expeditions zur Erkundung der Prince Charles Mountains geleitet hatte.